# Köpmannebro
Köpmannebro is een plaats in de gemeente Mellerud in het landschap Dalsland en de provincie Västra Götalands län in Zweden. De plaats heeft 76 inwoners (2005) en een oppervlakte van 21 hectare.